# Amanita sphaerobulbosa
Amanita sphaerobulbosa là một loài nấm thuộc chi Amanita trong họ Amanitaceae. Loài này được nhà nghiên cứu người Nhật Bản, Tsuguo Hongo, miêu tả khoa học lần đầu tiên năm 1969. A. sphaerobulbosa được tìm thấy ở khu vực đông Á, tại một số nước như Triều Tiên, Hàn Quốc hay Nhật Bản.